# فهرست حوزه‌های اسقفی کاتولیک در لسوتو
کلیسای کاتولیک رومی در لسوتو از یک استان کلیسایی و سه اسقف‌نشین تابع (فرعی) تشکیل شده‌است.

## فهرست اسقف‌نشین‌های کلیسای کاتولیک رومی

### کنفرانس اسقفی لسوتو

#### استان کلیسایی ماسرو
اسقف‌نشین اعظم ماسرو
- - اسقف‌نشین موهالس هوک
  - اسقف‌نشین نک قچا
  - اسقف‌نشین لریبه